# 長島 (岡山県)
長島（ながしま）は岡山県瀬戸内市にある島。虫明湾の南東に位置する。日生諸島に属するとされるが、北の鴻島や東の大多府島との間に旧郡境（現在は市境）があり、長島は日生諸島には該当しないともされる。

## 歴史
中央部の船越は、屋島の戦いの後に源義経の船が長島に吹き寄せられ、武蔵坊弁慶が船を引き越した地であるという伝説がある。大正時代は島内のほとんどが山林で、中部より西側に水田が点在し、20世帯余りが住んでいた。ボラ敷網が有名だったが1960年頃から衰退し、代わって鴻島との間ではカキの養殖が盛んになった。
本土の丘陵との間には、最狭部44メートルの「瀬溝の瀬戸」がある。全島が山地で、南東部などは海食崖となっている。谷状の島の中央部を境に東西に分かれている。西部は古生層の砂岩、中心部は花崗岩で、東部はわずかに流紋岩がある。
一方、1929年7月18日から日本初の国立ハンセン病療養所の建設が始まった。この際に、村有地や民有地の殆どが大日本帝国政府に買収され、従来からの島民居住者は居なくなった。収容人員400名を目標にして1930年11月20日に日本初の国立ハンセン病療養所が開設され、翌年1931年3月3日に内務省告示第29号をもって、その名称が国立療養所長島愛生園と定まった。
ハンセン病患者の収容は1931年3月27日から始まったが、予定を超えて1943年には2,000人以上が収容されていた。また1938年には大阪府から公立らい療養所（外島保養院）が長島に移転し、1941年に国に移管され国立療養所邑久光明園となっている。こちらには、最盛期で1,000名のハンセン病患者が収容されていた。
この2つの療養所の施設として、病棟、患者・職員の住宅、作業場、慰安・娯楽施設、看護学校などが建設された。また、以前からの農耕地が患者の農園となった。水道水は本土の吉井川から水道管で送られている。本州から僅か22メートルの距離にありながら、ハンセン病への差別・偏見によって隔絶されていたが、岡山県道224号瀬西大寺線の工事で、全長185メートルの『邑久長島大橋（通称：人間回復の橋）』が、1988年（昭和63年）5月9日に開通して、本州と陸続きになった。その際、本土と長島を隔てる瀬溝は22メートルから44メートルに拡張された。
1996年のらい予防法廃止によって、ハンセン病患者の入所は義務ではなくなったが、長期間の隔離によって出所は困難になっており、2019年12月の時点で2つの国立ハンセン病療養所には合計226名のハンセン病回復者が入所している。

## 交通アクセス
- 赤穂線邑久駅より東備バス。所要は約40分